# Ocean Line
『Ocean Line』（オーシャン・ライン）は、BEGIN12枚目のアルバム。2004年7月14日発売。発売元はインペリアル・レコード。

## 解説
2000年9月21日発売のアルバム『BEGIN』以来、4年ぶりの作品。その間に沖縄音楽（島唄）にスポットを当てたコンセプト・アルバム『ビギンの島唄 〜オモトタケオ2〜』、BEGINが開発した楽器 "一五一会" をフィーチャーしたカヴァー『ビギンの一五一会』シリーズ3作を発表。初めてDVD付（初回生産限定）で先行リリースされた両A面シングル「いつまでも/ユガフ島」（2004.2.25）のうち、「いつまでも」がアルバムに初収録。本作リリース当時には、NHKの音楽番組『夢・音楽館』に出演、「いつまでも」・アルバム曲「夏の花火」を披露。
エフエム沖縄内スタジオ "marine blue studio" にてレコーディングが行われた本作品は、2005年にメジャー・デビュー15周年を迎えるにあたってリリースされた記念アルバムであり、CD帯やパッケージ裏・CDレーベル面には記念のロゴが印刷されている。
メンバー・島袋優がプロデュースしたアルバム『Reef Line』も同時発売。こちらはインストゥルメンタル作品で、イメージ映像収録DVD付。CDジャケットは、本アルバム・『Reef Line』とも海の写真が使用され、ラスト・ナンバー「幸せの自転車」のアウトロに、波音のSEが挿入されている。2004年12月16日には、DVD-Audio盤が発売された。

## 収録曲
| 全作詞・作曲・編曲: BEGIN。 |                             |       |            |      |
| #                           | タイトル                    | 作詞  | 作曲・編曲 | 時間 |
| 1.                          | 「国境を吹き行く風」        | BEGIN | BEGIN      | 4:19 |
| 2.                          | 「夏の花火」                | BEGIN | BEGIN      | 4:57 |
| 3.                          | 「青い月とギター」          | BEGIN | BEGIN      | 4:19 |
| 4.                          | 「会いたい言葉」            | BEGIN | BEGIN      | 4:52 |
| 5.                          | 「Ocean Line」              | BEGIN | BEGIN      | 4:54 |
| 6.                          | 「kowan 40 -Instrumental-」 | BEGIN | BEGIN      | 2:54 |
| 7.                          | 「ハイサイCalifornia」      | BEGIN | BEGIN      | 5:03 |
| 8.                          | 「部瀬名のビーチ」          | BEGIN | BEGIN      | 4:49 |
| 9.                          | 「いつまでも」              | BEGIN | BEGIN      | 5:20 |
| 10.                         | 「幸せの自転車」            | BEGIN | BEGIN      | 8:05 |
| 合計時間:                   | 合計時間:                   | 49:32 |            |      |

## 関連作品
- 国境を吹き行く風　-　シングル「誓い」（2004.8.11）カップリング曲。
- いつまでも　-　シングル「ユガフ島／いつまでも」（2004.2.25）両A面シングル。マルキン忠勇「琉球もろみ酢」CMソング。